# Arriërveld
Arriërveld is een buurtschap in de gemeente Ommen in de Nederlandse provincie Overijssel. De buurtschap ligt tussen Ommen en Dedemsvaart en telde op 1 januari 2015 80 inwoners.
Het Arriërveld behoorde tot de marke van de buurtschap Arriën. Het was oorspronkelijk een groot heideveld. Na de ontginning van de heide is langs het Ommerkanaal een kleine kern ontstaan met ooit twee scholen. Deze kern is sinds 2013 de buurtschap Ommerkanaal.
Stad: Ommen      Dorpen: Lemele · Vilsteren 

Buurtschappen: Archem · Arriën · Arriërveld · Beerze · Beerzerveld · Besthmen · Dalmsholte (deels) · Eerde · Emsland · Giethmen · Hoogengraven · Junne · Nieuwebrug · Ommerbosch · Ommerkanaal · Ommerschans · Ommerveld · Rotbrink · Stegeren · Stegerveld · Varsen · Vinkenbuurt · Witharen · Zeesse

Overijssel · Steden en dorpen      Nederland · Provincies · Gemeenten